# Danse macabre (symfonisk dikt)
Danse macabre (Dödsdansen) är en symfonisk dikt (op. 40) av Camille Saint-Saëns från 1874. Kompositören fick inspiration till verket av Henri Cazalis dikt om de dödas dans natten till Alla helgons dag. Först skrev han musiken i form av en sång men omarbetade sedan den till en symfonisk dikt. Verket gjorde ingen större lycka när det första gången framfördes 1875. Åhörarna tyckte att musiken var alltför egendomlig. Men stämningen slog snart om och den succé verket sedermera gjorde föranledde kompositören att arrangera musiken för två pianon. Franz Liszt omarbetade den för solopiano.
För att mana fram intryck av de dödas dans använde Saint-Saëns egendomliga, disharmoniska klangverkningar. Xylofonen använde han för att återge rasslandet av skeletten.
I fri prosaöversättning är diktens innehåll följande:
"Genom sönderrivna moln bryter då och då en månstråle fram. Tolv tunga slag hörs då från kyrktornet. Då sista slaget dör bort ljuder sällsamma toner från kyrkogården. Månljuset faller på en ohygglig gestalt. Det är döden som sitter på en gravsten och stämmer sin fiol, ihåligt och falskt. Man hör skrik och jämmer i gravarna och vinden rister klagande i de nakna trädkronorna. De dystra tonerna från dödens förstämda fiol kallar fram de döda ur gravarna. I vita svepningar fladdrar de runt i en demonisk dans. Ihåliga skrik och fasansfulla skratt river sönder gravfriden. Allt vildare jagar de rasslande skeletten omkring Döden, som stampar takten med sin klapprande fot. Då – som gripna av ett ohyggligt varsel – stannar skeletten. I den isande blåsten hörs inte Dödens musik. En skälvning går genom de dödas skara. De grinande skallarna vänds mot den bleka månen som om de lyssnade. Men åter skär Dödens hetsande toner genom stillheten. Åter störtar de döda sig in i dansen vildare än förut. Vinden tjuter med i den ohyggliga kören, och de nakna lindarna jämrar sig. Plötsligt stannar Döden upp sitt spel och i stillheten som följer hör man ljudet av en galande tupp. De döda skyndar tillbaka till gravarna och den fantastiska synen upplöses i ljuset av den gryende dagen."
Tolv dämpande slag på harpan anger midnattstimman. Orkestern sätter in med ett valsartat teman som tas upp av flöjten. "Dödens" violin, stämd i g-d-a-ess, tränger igenom musiken, som efterhand växer intensifieras. Xylofonen frammanar stampandet av Dödens häl mot gravstenen och de dödas dans. Brottstycken av Dies irae smälter ihop med dansrytmerna. Mot slutet hörs oboen mitt i stillheten. Det är hanegället. Hornen signalerar och dagen är inne. De sista tonerna från orkestern och det ohyggliga ljudet av den förstämda violinen dör bort.